# هومبورغ (سويسرا)
هومبورغ (بالألمانية: Homburg) هي بلدية سويسرية تتبع لمقاطعة فراونفيلد في كانتون تورغاو. تبلغ مساحتها 24.15 كيلومتر مربع، ويقدر عدد سكانها بـ 1512 نسمة (حسب تعداد ديسمبر 2015).

## المناخ
يظهر الجدول التالي التغييرات المناخية على مدار السنة لهومبورغ:
| البيانات المناخية لـهومبورغ        | البيانات المناخية لـهومبورغ | البيانات المناخية لـهومبورغ | البيانات المناخية لـهومبورغ | البيانات المناخية لـهومبورغ | البيانات المناخية لـهومبورغ | البيانات المناخية لـهومبورغ | البيانات المناخية لـهومبورغ | البيانات المناخية لـهومبورغ | البيانات المناخية لـهومبورغ | البيانات المناخية لـهومبورغ | البيانات المناخية لـهومبورغ | البيانات المناخية لـهومبورغ | البيانات المناخية لـهومبورغ |
| الشهر                              | يناير                       | فبراير                      | مارس                        | أبريل                       | مايو                        | يونيو                       | يوليو                       | أغسطس                       | سبتمبر                      | أكتوبر                      | نوفمبر                      | ديسمبر                      | المعدل السنوي               |
| ---------------------------------- | --------------------------- | --------------------------- | --------------------------- | --------------------------- | --------------------------- | --------------------------- | --------------------------- | --------------------------- | --------------------------- | --------------------------- | --------------------------- | --------------------------- | --------------------------- |
| متوسط درجة الحرارة الكبرى °م (°ف)  | 1.3 (34.3)                  | 2.9 (37.2)                  | 7.4 (45.3)                  | 11.8 (53.2)                 | 16.8 (62.2)                 | 19.9 (67.8)                 | 22.2 (72.0)                 | 21.6 (70.9)                 | 17.4 (63.3)                 | 12.2 (54.0)                 | 5.7 (42.3)                  | 2.3 (36.1)                  | 11.8 (53.2)                 |
| المتوسط اليومي °م (°ف)             | −1.1 (30.0)                 | −0.2 (31.6)                 | 3.6 (38.5)                  | 7.3 (45.1)                  | 12.1 (53.8)                 | 15.2 (59.4)                 | 17.3 (63.1)                 | 16.7 (62.1)                 | 12.8 (55.0)                 | 8.6 (47.5)                  | 3.1 (37.6)                  | 0.1 (32.2)                  | 8.0 (46.4)                  |
| متوسط درجة الحرارة الصغرى °م (°ف)  | −3.8 (25.2)                 | −3.4 (25.9)                 | −0.1 (31.8)                 | 2.8 (37.0)                  | 7.2 (45.0)                  | 10.4 (50.7)                 | 12.4 (54.3)                 | 12.1 (53.8)                 | 8.9 (48.0)                  | 5.5 (41.9)                  | 0.5 (32.9)                  | −2.5 (27.5)                 | 4.2 (39.6)                  |
| الهطول مم (إنش)                    | 56 (2.2)                    | 54 (2.1)                    | 68 (2.7)                    | 76 (3.0)                    | 105 (4.1)                   | 106 (4.2)                   | 106 (4.2)                   | 105 (4.1)                   | 89 (3.5)                    | 78 (3.1)                    | 66 (2.6)                    | 78 (3.1)                    | 986 (38.8)                  |
| متوسط تساقط الثلوج سم (إنش)        | 23.2 (9.1)                  | 28.5 (11.2)                 | 18.9 (7.4)                  | 7.8 (3.1)                   | 0 (0)                       | 0 (0)                       | 0 (0)                       | 0 (0)                       | 0 (0)                       | 1.5 (0.6)                   | 13.1 (5.2)                  | 23.5 (9.3)                  | 116.5 (45.9)                |
| متوسط أيام هطول الأمطار (≥ 1.0 mm) | 10.1                        | 9.4                         | 11.6                        | 10.5                        | 12.0                        | 11.8                        | 12.3                        | 11.4                        | 9.9                         | 10.1                        | 10.4                        | 11.9                        | 131.4                       |
| متوسط الأيام المثلجة (≥ 1.0 cm)    | 7                           | 7.2                         | 4.8                         | 2.3                         | 0                           | 0                           | 0                           | 0                           | 0                           | 0.3                         | 3.1                         | 6.5                         | 31.2                        |
| متوسط الرطوبة النسبية (%)          | 86                          | 82                          | 77                          | 73                          | 73                          | 72                          | 72                          | 76                          | 81                          | 85                          | 88                          | 88                          | 79                          |
| المصدر: MeteoSwiss                 |                             |                             |                             |                             |                             |                             |                             |                             |                             |                             |                             |                             |                             |